# Stazione di Fushimi-Inari
La stazione di Fushimi-Inari (伏見稲荷駅?, Fushimi-Inari-eki) è una stazione ferroviaria delle Ferrovie Keihan situata nel quartiere di Fushimi-ku della città di Kyoto nella prefettura omonima, in Giappone. La stazione è servita dalla linea principale Keihan ed è dotata di 2 binari passanti in superficie. Serve nelle immediate vicinanze il famoso santuario di Fushimi Inari-taisha.

## Linee e servizi

### Treni
Ferrovie Keihan
● Linea principale Keihan

## Struttura
La stazione è costituita da due marciapiedi laterali con due binari passanti in superficie.
| 1  | ● Linea principale Keihan | per Sanjō e Demachiyanagi                                                            |
| ２ | ● Linea principale Keihan | per Tambahashi, Hirakatashi, Kyōbashi, Yodoyabashi o Nakanoshima (linea Nakanoshima) |

## Stazioni adiacenti
| «                                 | Servizio                                 | »                       |
| Linea principale Keihan           | Linea principale Keihan                  | Linea principale Keihan |
| --------------------------------- | ---------------------------------------- | ----------------------- |
| Fukakusa                          | Locale Subespresso Subespresso pendolari | Toba-kaidō              |
| Tambabashi                        | Espresso                                 | Shichijō                |
| Tutti gli altri treni non fermano |                                          |                         |